# Länsväg 134
Länsväg 134 går sträckan Eksjö–Åtvidaberg, genom Jönköpings och Östergötlands län. Den är 108 km lång.

## Anslutningar
Vid Eksjö ansluter den till den nord-sydliga riksväg 32 (med vilken den sammanfaller de första kilometrarna norr om Eksjö) och den öst-västliga 40, vid Österbymo till länsväg 131 (mot Tranås), vid Kisa till riksväg 34 och vid Åtvidaberg till riksväg 35.

## Historia
Vägen har haft nummer 134 mellan Eksjö och Kisa sedan 1940-talet. Väg 134 förlängdes till Åtvidaberg omkring början av 1990-talet, en sträcka som inte var numrerad innan dess.